# Kamionka (powiat stargardzki)
Kamionka (niem. Glashagen) – osada w Polsce położona w województwie zachodniopomorskim, w powiecie stargardzkim, w gminie Chociwel, na Pojezierzu Ińskim, położona 6,5 km na wschód od Chociwla (siedziby gminy) i 29 km na północny wschód od Stargardu (siedziby powiatu).
W latach 1975–1998 miejscowość administracyjnie należała do województwa szczecińskiego.